# Metropolis (matériel roulant ferroviaire)

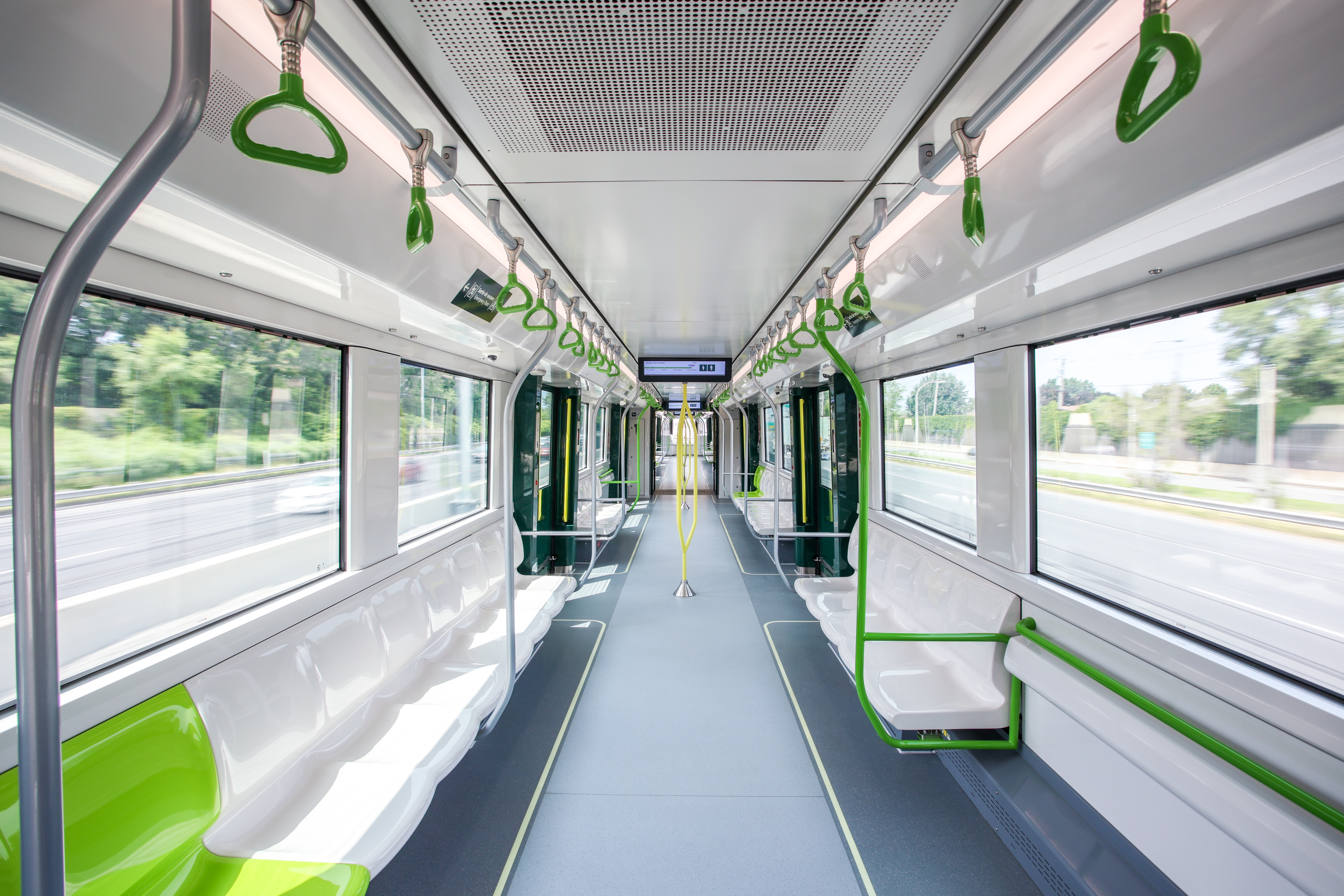
Rame du Réseau Express Métropolitain de Montréal (intérieur)

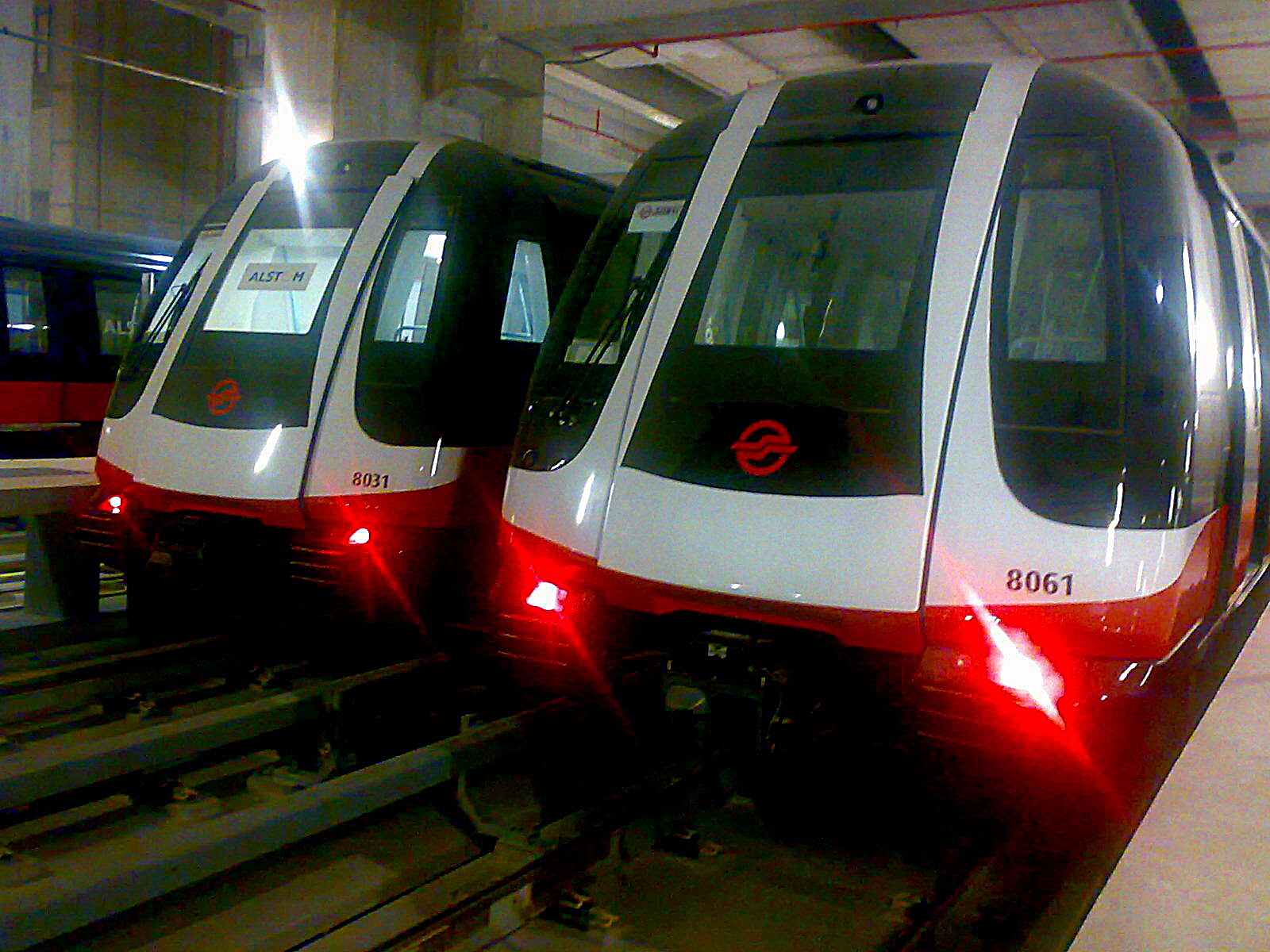
Deux rames Alstom Metropolis sans-conducteur (C830) du métro de Singapour, en service depuis 2014.

Metropolis est une gamme de matériel roulant ferroviaire électrique, fabriqué par Alstom et destiné aux systèmes de transports à hautes capacités. Les rames Metropolis sont présentes dans 25 grandes villes à travers le monde, dont Paris, Lyon, Singapour, Shanghai, Varsovie, Buenos Aires, São Paulo, Santiago du Chili, Barcelone, Montréal et Istanbul, ce qui représentait plus de 5 500 voitures en circulation en 2018. Les rames peuvent être utilisées dans des configurations de 2 à 10 voitures et fonctionner avec ou sans conducteur.

## Technique

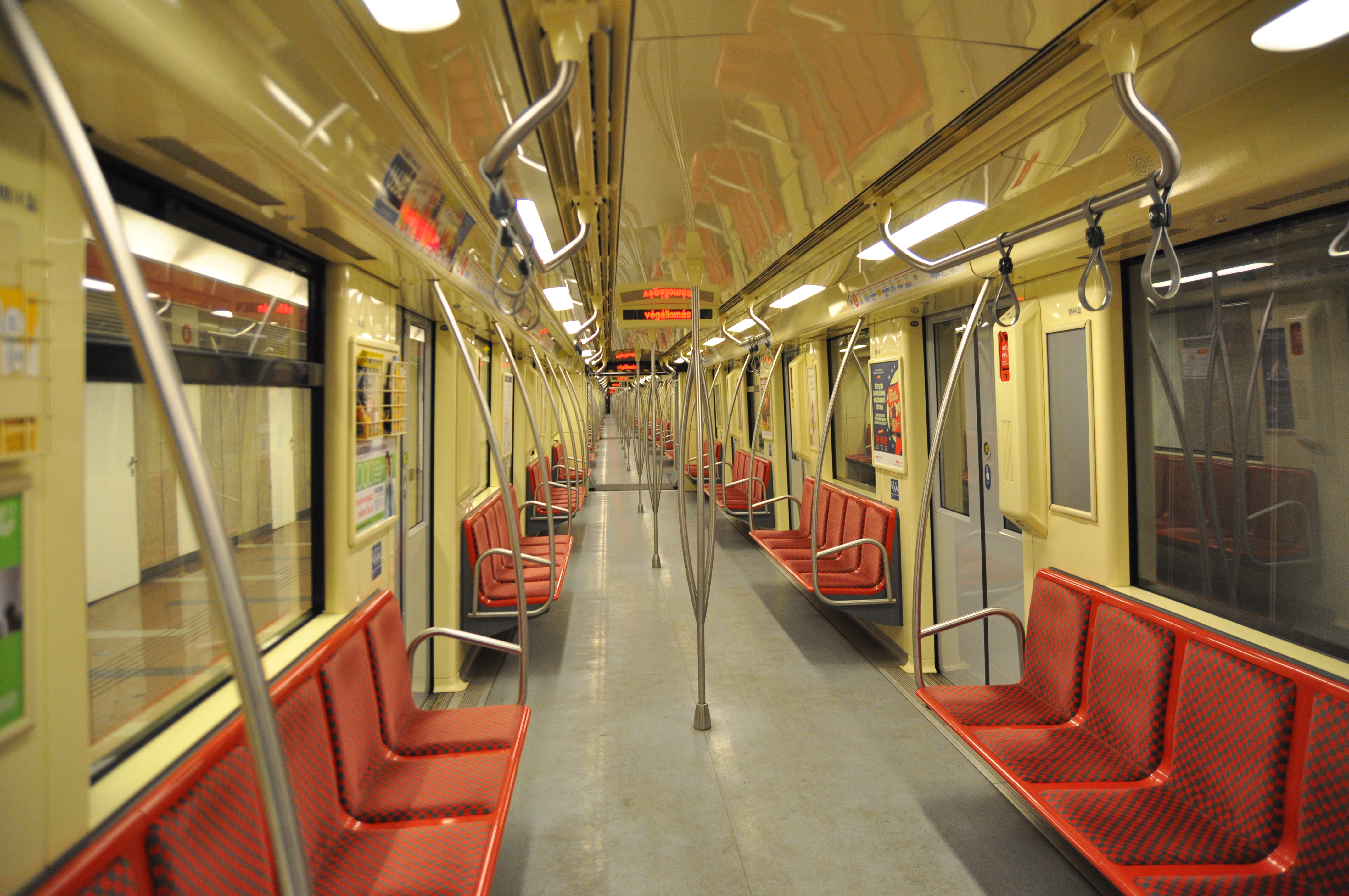
Intérieur d'une rame Alstom Metropolis du métro de Budapest.

Les voitures Metropolis d'Alstom sont configurables. Les voitures standards font entre 2,4 et 3,2 mètres de large et entre 15 et 25 mètres de long, mais des dimensions sur-mesures peuvent être proposées. Il est possible de relier entre 2 et 9 voitures pour constituer une rame allant de 30 à 220 mètres. Leur alimentation est possible soit par troisième rail (métro de Varsovie, métro de São Paulo, métro de Singapour) ou par caténaire (métros de Shanghai, Nankin, Barcelone, et Saint-Domingue). Dans le futur, le Grand Paris Express (Île-de-France) disposera de rames circulant avec caténaires. 
Le Metropolis peut être équipé du système de contrôle automatique ferroviaire (CBTC) par radio « Urbalis », comme ce sera le cas par exemple pour la ligne 1 du métro de Lille à partir de 2026. Il peut être commandé avec vidéosurveillance, des sièges plus larges, des barres supplémentaires, plus d'espace près des portes, place pour fauteuil roulant et équipée d'affichages électroniques (six dans chaque voiture), montrant informations sur la station, des messages de sécurité et vidéos, des publicités et des bandes annonces de films. Le verre utilisé pour les fenêtres des voitures est produit par Saint-Gobain Sekurit et est appelé « Climavit ». D’après son fabricant, ce verre réduirait le niveau de bruit dans les voitures de 5 décibels. Les vitres sont équipées de double-vitrage pour offrir un confort climatique accru pour les passagers.
Certaines rames vendues par Alstom utilisent des technologies identiques aux Metropolis sans faire partie de la gamme. Par exemple, les rames R160A/B du métro de New-York utilisent les mêmes systèmes de traction Onix à onduleurs IGBT.
| 2 voitures | 100% | M | M |   |   |   |   |   |   |
| 3 voitures | 100% | M | M | M |   |   |   |   |   |
| 3 voitures | 67%  | M | T | M |   |   |   |   |   |
| 4 voitures | 100% | M | M | M | M |   |   |   |   |
| 4 voitures | 75%  | M | T | M | M |   |   |   |   |
| 4 voitures | 50%  | M | T | T | M |   |   |   |   |
| 5 voitures | 100% | M | M | M | M | M |   |   |   |
| 5 voitures | 80%  | M | M | T | M | M |   |   |   |
| 5 voitures | 60%  | T | M | M | M | T |   |   |   |
| 6 voitures | 100% | M | M | M | M | M | M |   |   |
| 6 voitures | 67%  | T | M | M | M | M | T |   |   |
| 6 voitures | 50%  | M | T | M | T | M | T |   |   |
| 8 voitures | 75%  | T | M | M | M | M | M | M | T |
| 8 voitures | 63%  | T | M | M | T | M | M | M | T |
| 8 voitures | 50%  | M | T | T | M | M | T | T | M |

## Historique

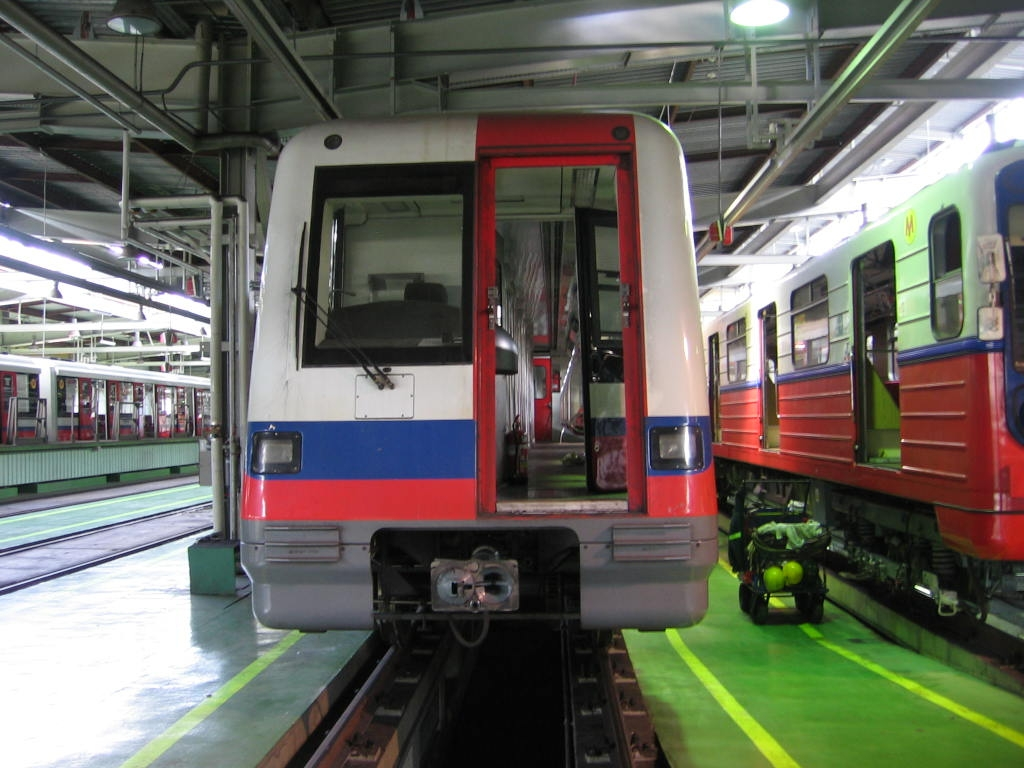
Les premières rames Alstom Metropolis entrent en service en 2000 dans le métro de Varsovie.

La gamme Metropolis a été développé par Alstom dès 1998 à Valenciennes. 
Cette même année, les premières commandes sont passées pour le métro de Singapour et le métro de Varsovie. Les premières rames Metropolis sont mises en service sur la ligne 1 de ce dernier le 30 septembre 2000. Les rames singapouriennes entreront en service passager le 20 juin 2003 sur la ligne North East (NEL). Ce seront les premières sans-conducteur, sous le nom d'exploitation C751A. Suivront, en 1999, les commandes de Shanghai, pour sa ligne 3, et Buenos-Aires; puis Sao Paulo (ligne 5) et Shanghai encore, pour la ligne 5, en 2000.
Le sixième modèle, commandé en 2002, est construit en Espagne pour les métros de Barcelone et de Varsovie sous la dénomination Metropolis 9000.
L'exploitant du métro d'Amsterdam a passé commande de 23 rames le 19 février 2010 pour 209 millions d'euros avec des premières livraisons dès le printemps 2012. Une levée d'options sur cinq rames a lieu en février 2013 pour un total de 42 millions d'euros et un début de livraison en 2014.

## Opérateurs

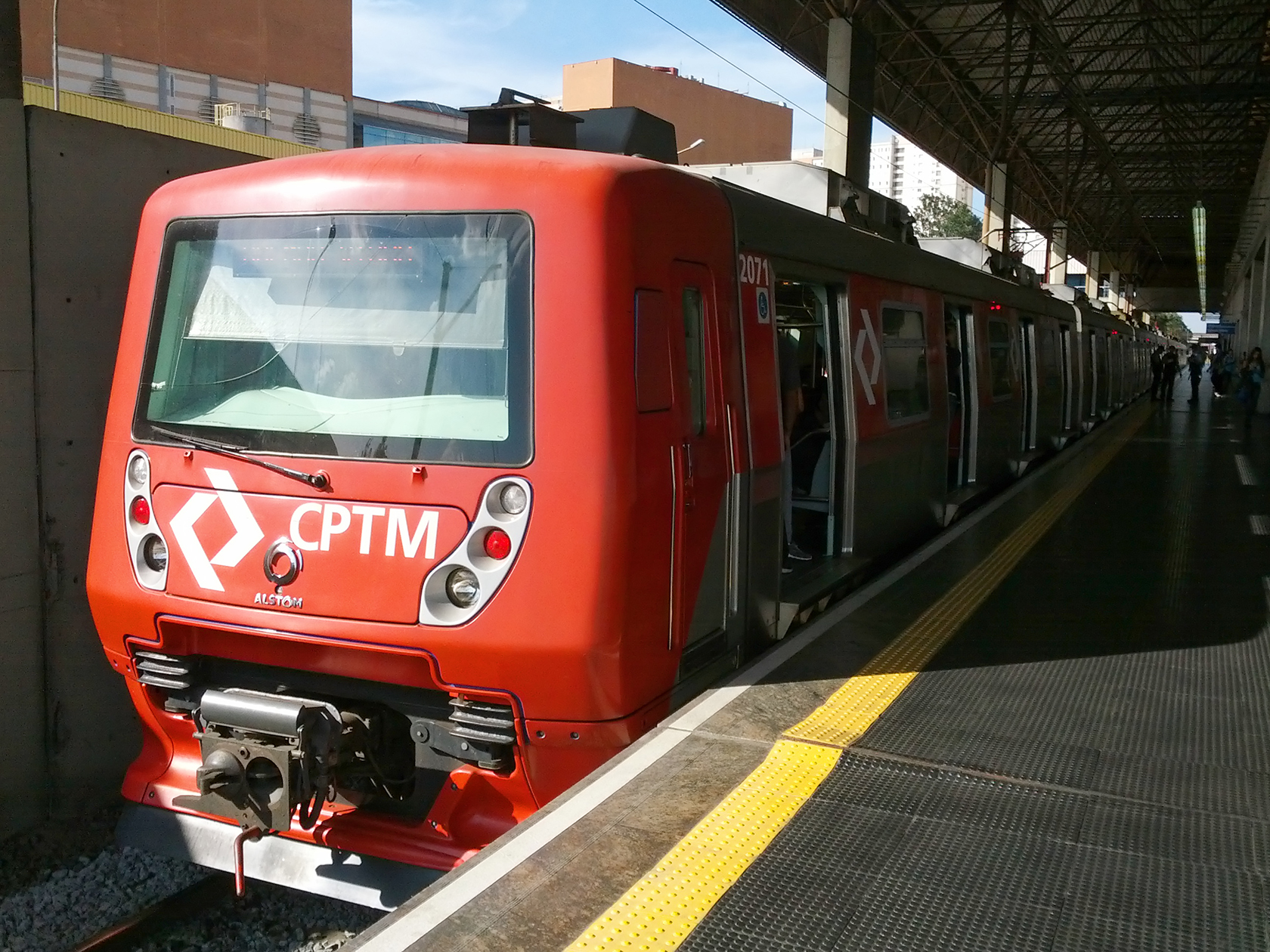
Rame Alstom Metropolis du métro de São Paulo (2002).

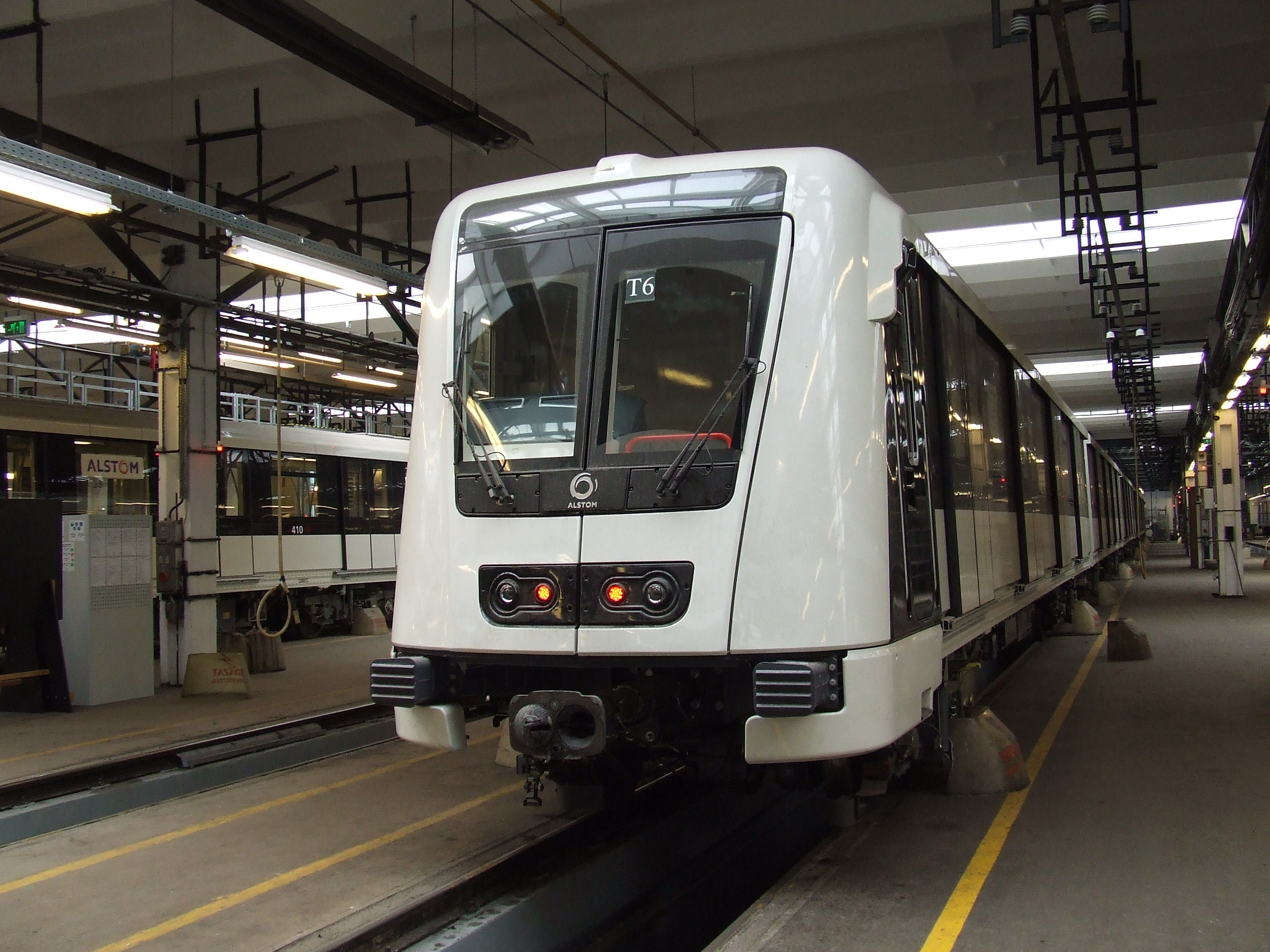
Rame Alstom Metropolis (AM5-M2) du métro de Budapest (2009).

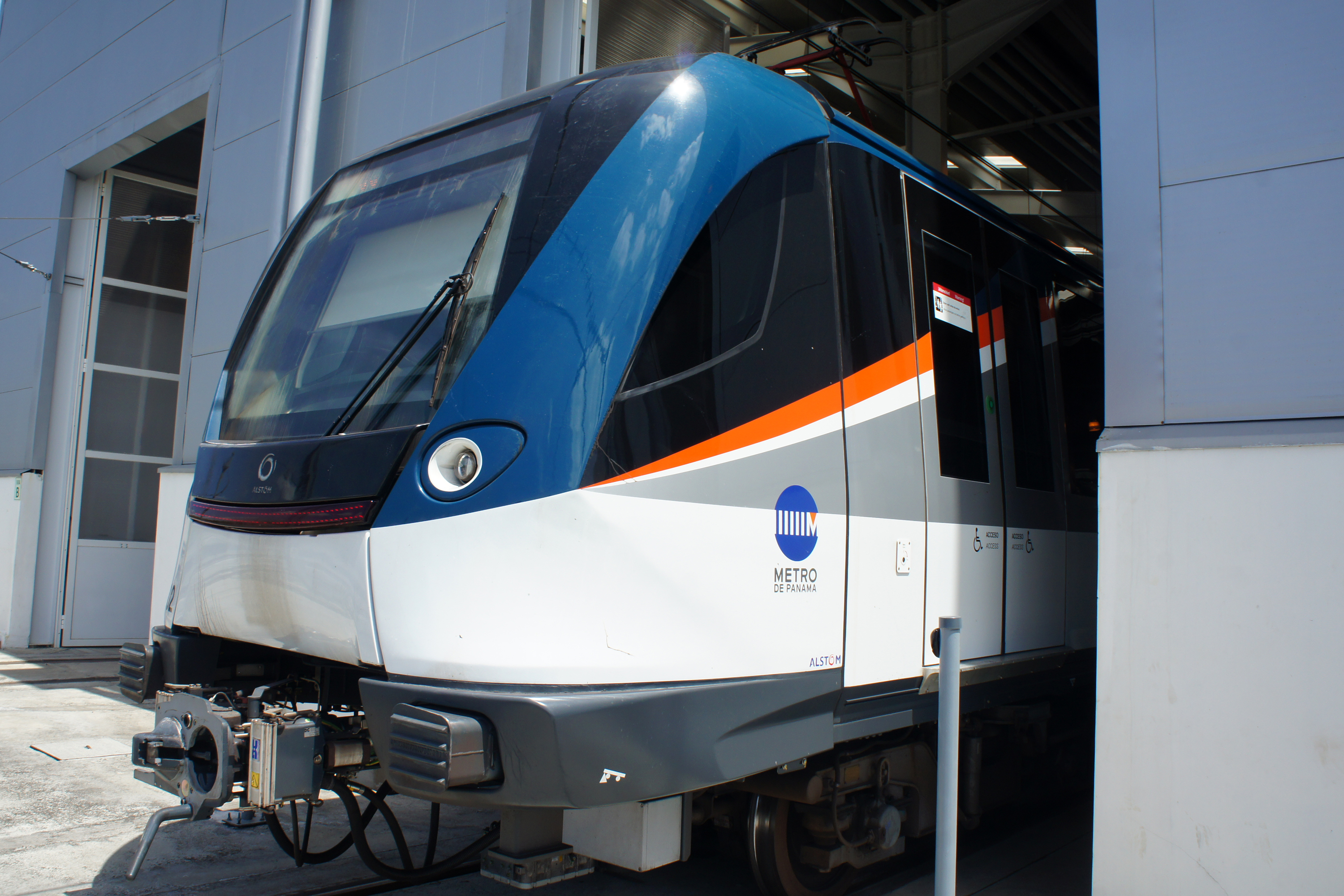
Voiture Alstom Metropolis 9000 du métro de Panama (2014).

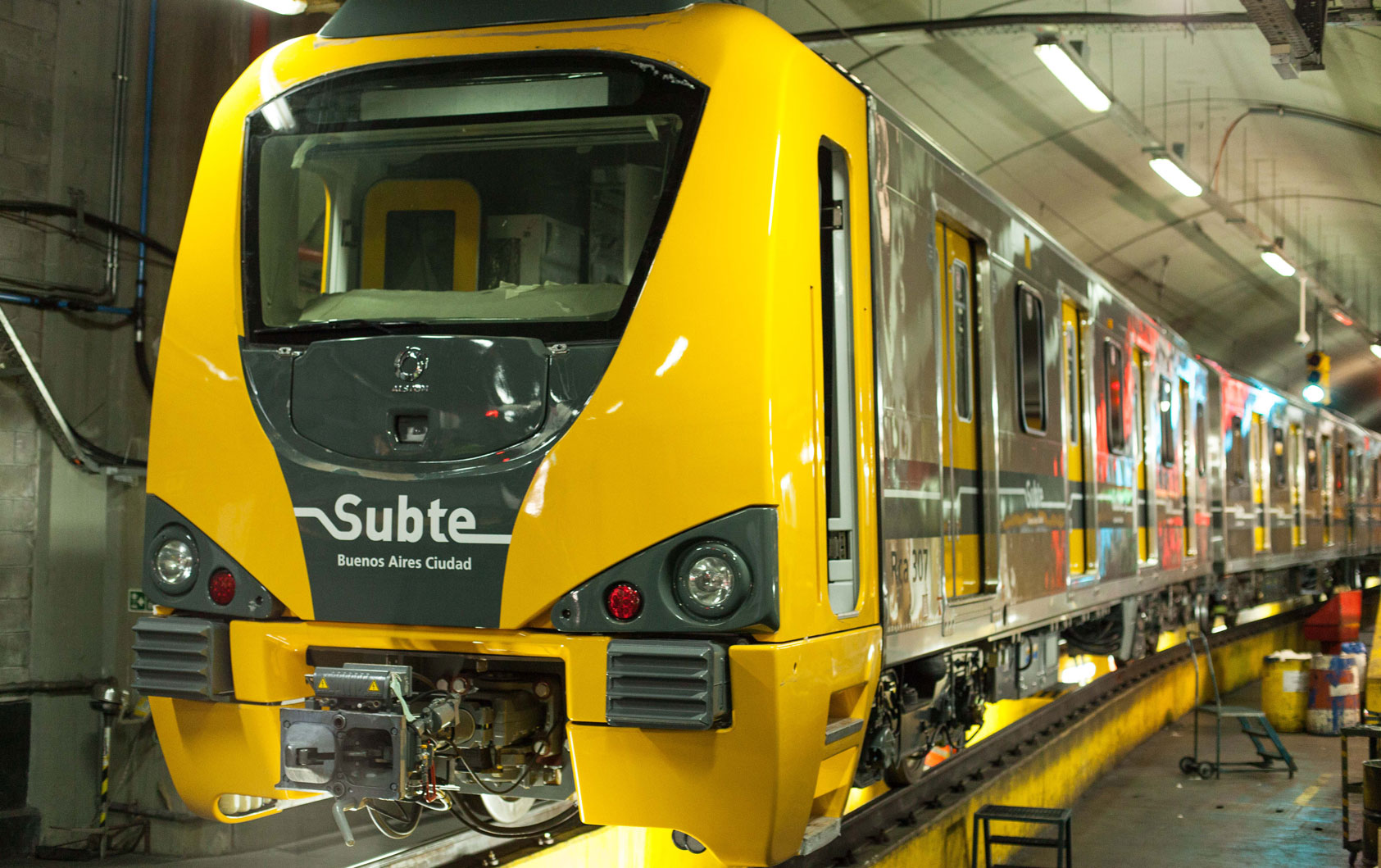
Rame Alstom Metropolis (série 300) du métro de Buenos Aires (2016).

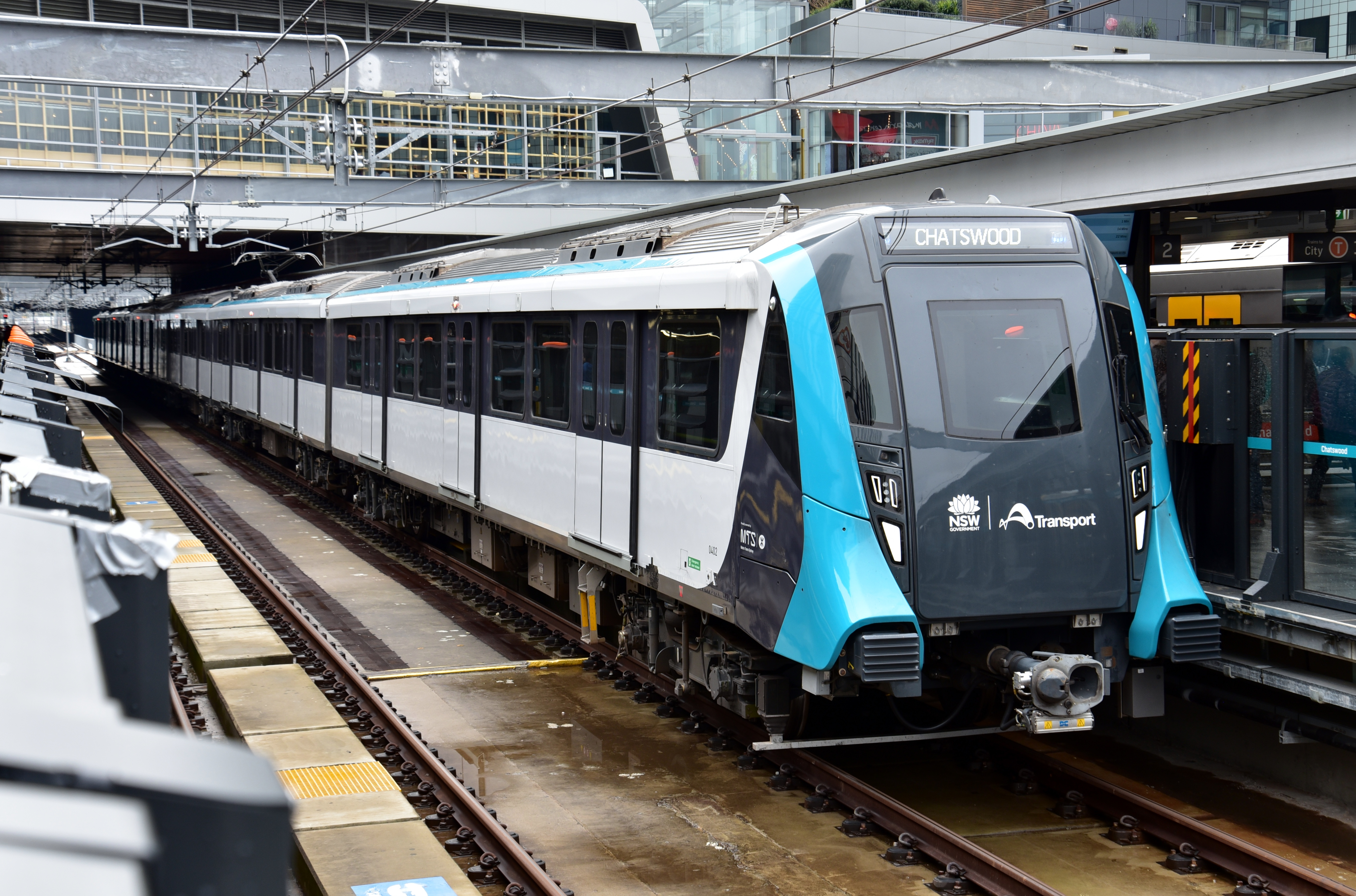
Rame Alstom Metropolis sans-conducteur du métro de Sydney (2019).

| Pays                   | Réseau                                      | Type            | UTO      | Nombre                          | Mise en service | Formations                          | Longueur totale (m) | Largeur (m) | Captation courant  | Ecartement          | Vitesse maximum (km/h/Kph) | Spécificités |
| ---------------------- | ------------------------------------------- | --------------- | -------- | ------------------------------- | --------------- | ----------------------------------- | ------------------- | ----------- | ------------------ | ------------------- | -------------------------- | --- |
| Argentine              | Métro de Buenos Aires (lignes D, H)         | Série 100       |          | 96                              | 2004            |                                     |                     |             |                    |                     |                            | |
| Argentine              | Métro de Buenos Aires (lignes D, H)         | Série 300       |          | 180                             | 2016            |                                     |                     |             |                    |                     |                            | |
| Australie              | Métro de Sydney                             |                 | Oui      | 132                             | 2019            |                                     |                     |             |                    |                     |                            | |
| Brésil                 | Métro de Sao Paulo (ligne 5)                | Série 2070      |          | 48                              | 2004            |                                     |                     |             |                    |                     |                            | |
| Canada                 | Réseau express métropolitain                |                 | Oui      | 212                             | 2023            |                                     |                     |             |                    |                     |                            | |
| Chili                  | Métro de Santiago (ligne 4)                 |                 |          | 180                             | 2009            |                                     |                     |             |                    |                     |                            | |
| Chine                  | Métro de Shanghai (lignes 2, 3, 5, 8 et 10) |                 |          | 488                             | 2003            |                                     |                     |             |                    |                     |                            | |
| Chine                  | Métro de Nankin (lignes 1 et 2)             |                 |          | 450                             | 2005            |                                     |                     |             |                    |                     |                            | |
| Chine                  | Métro de Xiamen                             |                 |          |                                 | 2017            |                                     |                     |             |                    |                     |                            | |
| Espagne                | Métro de Barcelone (ligne 9)                | Metropolis 9000 | Oui      | 250                             | 2006            |                                     |                     |             |                    |                     |                            | |
| France                 | Métro de Lyon (ligne B)                     | MPL-16          | Oui      | 72 (36 formations)              | 2022            | 2 voitures (2M)                     | 36,1                | 2,9         | 750V CC 3e rail    | Standard (1 435 mm) | 80                         | Metro sur pneus, chaque voiture à un bogie moteur et un bogie porteur (Concept 0.5M)                                  |
| France                 | Métro de Paris (M1)(M4)                     | MP-05           | Oui      | 402(67 formations)              | 2011            | 6 voitures (4M2T)                   | 90,2                | 2,45        | 750V CC 3e rail    | Standard (1 435 mm) | 80                         | Metro sur pneus |
| France                 | Métro de Paris (M4)(M6)                     | MP-89           | Les deux | 438(73 formations)              | 1997            | 6 voitures (4M2T)                   | 90,2                | 2,45        | 750V CC 3e rail    | Standard (1 435 mm) | 80                         | Metro sur pneus, certains ont été rétrogradés a 5 voitures pour la M6. Modèle lançant l'idée de la famille Metropolis |
| France                 | Métro de Paris (M4)(M11)(M14)               | MP-14           | Les deux | 877(131 formations)             | 2019            | 5-6-8 voitures (3M2T)/(4M2T)/(5M3T) | 75,1/90,2/120       | 2,45        | 750V CC 3e rail    | Standard (1 435 mm) | 80 (100km/h de conception) | Metro sur pneus |
| Hongrie                | Métro de Budapest (lignes 2 et 4),          | AM4-M4          | Oui      | 60                              | 2014            |                                     |                     |             |                    |                     |                            | |
| Hongrie                | Métro de Budapest (lignes 2 et 4),          | AM5-M2          |          | 110                             | 2012            |                                     |                     |             |                    |                     |                            | |
| Inde                   | Métro de Chennai                            |                 |          | 168                             | 2015            |                                     |                     |             |                    |                     |                            | |
| Inde                   | Métro de Cochin                             |                 |          | 75                              | 2017            |                                     |                     |             |                    |                     |                            | |
| Inde                   | Métro de Lucknow                            |                 |          | 80                              | 2017            |                                     |                     |             |                    |                     |                            | |
| Mexique                | Métro de Guadalajara (ligne 3)              | Metropolis 9000 |          | 54                              | 2018            |                                     |                     |             |                    |                     |                            | |
| Panama                 | Métro de Panama,                            | Metropolis 9000 |          | 230                             | 2014            |                                     |                     |             |                    |                     |                            | |
| Pays-Bas               | Métro d'Amsterdam (ligne M6)                | M5              |          | 138                             | 2013            |                                     |                     |             |                    |                     |                            | |
| Pérou                  | Métro de Lima (ligne 1),                    | Metropolis 9000 |          | 234                             | 2013            |                                     |                     |             |                    |                     |                            | |
| Pologne                | Métro de Varsovie                           | Metropolis 98B  |          | 108                             | 2000            |                                     |                     |             |                    |                     |                            | |
| République dominicaine | Métro de Saint-Domingue                     | Metropolis 9000 | Non      | 102                             | 2009            | 3 voitures (2M1T)                   |                     |             | 1500V CC catenaire | Standard (1 435 mm) | 80                         | |
| Singapour              | Métro de Singapour (CCL, NEL)               | C751A           | Oui      | 150 (25 formations )            | 2003            | 6 voitures (4M2T)                   | 138.5               | 3.2         | 1500V CC catenaire | Standard (1 435 mm) | 90                         | (100 km/h de conception)                                                                                              |
| Singapour              | Métro de Singapour (CCL, NEL)               | C751C           | Oui      | 108 (18 formations )            | 2015            | 6 voitures (4M2T)                   | 138.5               | 3.2         | 1500V CC catenaire | Standard (1 435 mm) | 90                         | (100 km/h de conception)                                                                                              |
| Singapour              | Métro de Singapour (CCL, NEL)               | C830            | Oui      | 120 (40 formations )            | 2009            | 3 voitures (2M1T)                   | 70,1                | 3.2         | 750V CC 3e rail    | Standard (1 435 mm) | 80                         | (90 km/h de conception)                                                                                               |
| Singapour              | Métro de Singapour (CCL, NEL)               | C830C           | Oui      | 72 (24 formations )             | 2014            | 3 voitures (2M1T)                   | 70,1                | 3.2         | 750V CC 3e rail    | Standard (1 435 mm) | 80                         | (90 km/h de conception)                                                                                               |
| Singapour              | Métro de Singapour (CCL, NEL)               | C851E           | Oui      | 36 (6 formations )              | 2023            | 6 voitures (4M2T)                   | 138.5               | 3.2         | 1500V CC catenaire | Standard (1 435 mm) | 90                         | (100 km/h de conception)                                                                                              |
| Suisse                 | Métro de Lausanne (ligne M2)                | Be 8/8 TL       | Oui      | 18                              | 2008            | 2 voitures (2M)                     | 30,68               | 2,45        | 750V CC 3e rail    | Standard (1 435 mm) | 60                         | Utilise le métro le plus pentu du monde sans crémaillère.Metro a pneus                                                |
| Turquie                | Métro d'Istanbul (ligne M3)                 |                 |          | 80                              | 2012            |                                     |                     |             |                    |                     |                            | |
| Venezuela              | Métro de Los Teques                         |                 |          | 132                             | 2015            |                                     |                     |             |                    |                     |                            | |
| Vietnam                | Métro de Hanoi M3 / Nhon - Ga Line          |                 | Non      | 40 (10 formations /1re tranche) | 2024            | 4 voitures (3M1T)                   |                     |             | 750V CC 3e rail    | Standard (1 435 mm) | 80                         | extensibles a 5 voitures                                                                                              |

### Futurs
| Pays                   | Réseau                                   | Formations        | UTO          | Nombre commandées (voitures) | Année d'exploitation prévue | Longueur totale (m) | Largeur (m) | Captation courant         | Ecartement des rails | Vitesse Max (km/h/Kph) | Specificitées                                                         |
| ---------------------- | ---------------------------------------- | ----------------- | ------------ | ---------------------------- | --------------------------- | ------------------- | ----------- | ------------------------- | -------------------- | ---------------------- | --------------------------------------------------------------------- |
| Arabie saoudite        | Métro de Riyad (lignes 4, 5 et 6)        | 2 voitures (2M)   | Oui          | 138                          | 2019                        | 36                  | 2.70        | 750V CC 3e rail           | Standard (1 435 mm)  | 80                     |                                                                       |
| Émirats arabes unis    | Métro de Dubaï (lignes rouge et verte)   |                   | Oui          | 250                          | 2020                        |                     |             | 750V CC 3e rail           | Standard (1 435 mm)  |                        |                                                                       |
| Vietnam                | Métro de Hanoi (ligne 3)                 | 4 voitures        |              | x ( 2de tranche)             | 2027                        |                     |             | 750V CC 3e rail           | Standard (1 435 mm)  | 80                     |                                                                       |
| Taïwan                 | Métro de Taipei (ligne 7)                | 4 voitures        | Oui          | 140 (35 rames)               | 2025                        |                     |             | 750V CC 3e rail           | Standard (1 435 mm)  | 80                     |                                                                       |
| France                 | Grand Paris Express M15,                 | 6 voitures (4M2T) | Oui          | 150 (25 rames)               | 2025                        | 108                 | 2.80        | 1500V CC catenaire        | Standard (1 435 mm)  | 110                    |                                                                       |
| France                 | Grand Paris Express M16, M17,            | 3 voitures (2M1T) | Oui          | 69 (23 rames)                | 2026                        | 54                  | 2.80        | 1500V CC catenaire        | Standard (1 435 mm)  | 110                    |                                                                       |
| France                 | Grand Paris Express M18                  | 3 voitures (2M1T) | Oui          | 45 (15 rames) (1re tranche)  | 2026                        | 47                  | 2,50        | 1500V CC 3e rail          | Standard (1 435 mm)  | 100                    |                                                                       |
| France                 | Métro de Lille (ligne 1)                 | 4 voitures        | Oui          | 27 (15 rames)                | 2026                        | 52                  | 2.06        | 750V CC 3e rail           | Large (1 620 mm)     |                        | remplacera les VAL 208                                                |
| France                 | Métro de Marseille                       | 4 voitures (3M1T) | en 2025-2026 | 152 (38 rames)               | 2024                        | 65                  |             | 750V CC 3e rail           | Standard (1 435 mm)  | 90                     |                                                                       |
| France                 | Métro de Toulouse (ligne C)              | 2 voitures (2M)   | Oui          |                              | 2028                        | 36                  | 2.70        | 1500V CC 3e rail          | Standard (1 435 mm)  |                        |                                                                       |
| Grèce                  | Métro d'Athènes (Ligne 4)                | 4 voitures        | Oui          | 80 (20 rames)20              |                             |                     |             | 750V CC 3e rail           | Standard (1 435 mm)  |                        |                                                                       |
| Chili                  | Métro de Santiago (ligne M7)             |                   | Oui          | 37                           | 2027                        | 102                 |             | 1500V CC catenaire        | Standard (1 435 mm)  |                        |                                                                       |
| Égypte                 | Métro du Caire (ligne M1)                | 9 voitures        |              | 495 (55 rames)               |                             |                     |             | 1500V CC catenaire        | Standard (1 435 mm)  | 100                    | Renouvellement materiel, 1 voiture réservée aux femmes                |
| Inde                   | Métro de Delhi (ligne M7)(ligne M8)      | 6 voitures        |              | 312                          |                             |                     |             | 25 kV, 50 Hz AC catenaire | Standard (1 435 mm)  | 100                    | sur les 312 voitures 234 pour les M7 et M8 et 78 pour la ligne argent |
| République dominicaine | Métro de Saint Domingue (ligne M1)       | 3 voitures (2M1T) |              | 30 (10 rames)                |                             |                     |             | 1500V CC catenaire        | Standard (1 435 mm)  | 80                     | renforts sur la M1                                                    |
| Brésil                 | Métro de Saô Paulo (ligne M8) (ligne M9) | 8 voitures        |              | 288 (36 rames)               |                             |                     |             | 3000V CC catenaire        | Large (1 600 mm)     | 90                     | Copie des séries 9000 existantes                                      |
| Roumanie               | Métro de Bucarest (ligne M5)             | 6 voitures        |              | 78+102 (13+17 rames)         | 2023                        |                     |             | 750V CC 3e rail           | Standard (1 435 mm)' | 80                     | 2 lots pour ce premier contrat                                        |
| Côte d’Ivoire          | Métro d'Abidjan (ligne 1)                | 5 voitures        | Oui          | 26 rames                     | 2028                        |                     |             | 1500V CC catenaire        | Standard (1435 mm)   | 90                     |                                                                       |

## Fabrication
Les voitures Alstom Metropolis sont assemblées sur plusieurs sites dans le monde :
- France : Valenciennes ;
- Pologne : usine Alstom Konstal à Chorzów ;
- Espagne : Santa Perpetua de Mogoda ;
- Brésil : São Paulo ;
- Chine : usines CRRC Nanjing Puzhen à Nankin et SATCO (coentreprise Shanghai Alstom Transport Company) à Shanghai ;
- Inde : Sricity.
- Canada: La Pocatière

### Note
1. ↑  UTO (Unattended Train Operation) : Rames sans conducteurs.
2. ↑  Le rapport MT est le rapport Motrice Trailer(ou voiture non motorisée) soit le nombre de motrices et de voitures dans une rame
3. ↑  Le rapport MT est le rapport Motrice Trailer(ou voiture non motorisée) soit le nombre de motrices et de voitures dans une rame
4. ↑  Train a 100% automatique